# Wilhelm Dittler
Wilhelm Dittler (* 28. Juli 1899 in Ingolstadt; † 20. Jahrhundert) war ein deutscher SA-Führer, zuletzt im Rang eines SA-Gruppenführers.

## Leben und Wirken
Dittler, dessen Vater Bäckermeister war, erlernte den Beruf seines Vaters und legte auch die Meisterprüfung ab. Er übernahm später den elterlichen Betrieb.
Dittler nahm 1923 am Hitler-Putsch teil, wofür er später den „Blutorden“ der NSDAP erhielt. Um 1927 trat er in die SA ein, in der er mit der Beförderung zum SA-Gruppenführer 1942 seinen höchsten Rang erreichte. In den 1930er und 1940er Jahren war er als SA-Führer in Ingolstadt tätig. Anlässlich der Reichstagswahl vom 10. April 1938 kandidierte Dittler erfolglos auf der „Liste des Führers“ als Abgeordneter für den nationalsozialistischen Reichstag.
Zum 1. Februar 1942 wurde Dittler mit der Führung der SA-Gruppe Alpenland betraut, die er bis zum Kriegsende beibehielt.
Nach dem Zweiten Weltkrieg geriet Dittler noch einmal in den Fokus der Öffentlichkeit, als er 1947 zusammen mit drei weiteren früheren höheren SA-Führern (Ewald Bartel, Arno Albert Schieffner und Albert Wiczonke) wegen der Gründung einer Geheimorganisation mit dem Namen Deutsche Friedens- und Freiheitsbewegung von der amerikanischen Militärpolizei verhaftet und vor ein Militärgericht gestellt wurde. Ausweislich der im Verfahren vorgelegten Beweismittel plante die Clique im Falle eines erwarteten Krieges zwischen Ost und West die günstige Gelegenheit auszunutzen, um mit ihrer Organisation die Führung im früheren Staatsgebiet des Deutschen Reiches zu übernehmen. Die Statuten, die Dittler und seine Kumpane für die „Freiheitsbewegung“ entworfen hatten, orientierten sich am 25-Punkte-Programm der NSDAP und sahen unter anderem Vergeltung gegen alle Personen vor, die sich seit der Kapitulation 1945 „unehrenhaft“ verhalten hätten.